# Каранович, Звонко
Звонко Каранович (родился в 1959 году в Нише) — сербский поэт и прозаик, диджей, журналист, редактор, радиоведущий.

## Биография
Звонко Каранович родился в 1959 году в Нише. В конце 90-х во время бомбардировок Югославии его мобилизовали, непосредственно в боях не участвовал. На этот период приходятся его первые поэзии: «Блицкриг» и «Серебряный серфер». После войны, по словам Карановича, в его творчестве стало больше юмора, иронии и абсурда.
Каранович с детства увлекается музыкой, 13 лет был владельцем музыкального магазина. Он исследовал музыку регги и шесть лет проработал диджеем под псевдонимом Bush Doctor. Помимо этого работал журналистом, редактором, ведущим радиопрограмм, организатором концертов.
Несмотря на то, что Каранович считает себя скорее поэтом, чем прозаиком, известность пришла к нему благодаря роману «Больше чем ноль» (2004). Его творчество базируется на опыте литературы битников, традициях киноискусства и поп-культуры. Много лет был культовым поэтом городского андеграунда. Считает себя поэтом-маргиналом. В своих книгах описывает негативную сторону мира. Поэзия переводилась на английский, греческий, венгерский, болгарский, македонский, словенский, словацкий, чешский и польский языки.
Живёт в Белграде. Женат, воспитывает двоих детей.

## Работы
Поэзия
- Blitzkrieg / Блицкриг (самиздат, 1990)
- Srebrni surfer / Серебряный серфер (1991)
- Mama melanholija / Мама меланхолии (1996)
- Extravaganza / Экстраваганза (1997)
- Tamna magistrala / Тёмная магистраль (2001)
- Neonski psi / Неоновые псы (2001)
- Svlačenje / Раздевание (2004)

Проза
- Više od nule / Больше чем ноль (2004)
- Četiri zida i grad / Четыре стены и город (2006)[2]